# Парламентские выборы в Сальвадоре (2018)
Парламентские выборы 2018 года в Сальвадоре прошли 4 марта. На них было избрано 84 члена Законодательной ассамблеи и 262 мэра. Выборы были проведены Высшим избирательным трибуналом страны. Одновременно были проведены выборы мэров городов и 20 депутатов Центральноамериканского парламента.

## Избирательная система

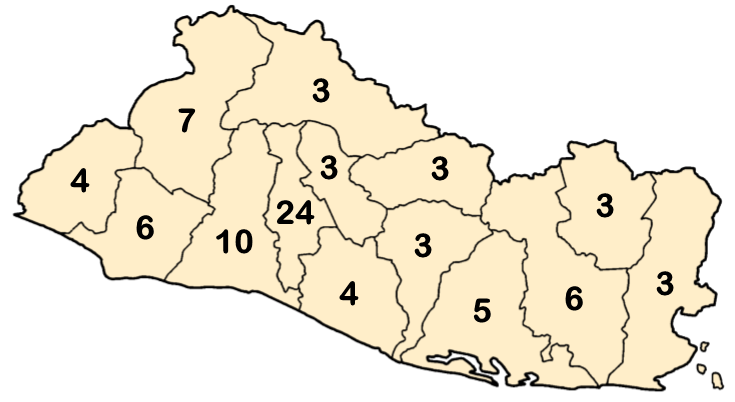
Распределение мандатов по округам Сальвадора.

Законодательная ассамблея Сальвадора, однопалатный парламент страны, состоит из 84 депутатов, избираемых на три года в ходе прямого голосования. Выборы проходили по партийным спискам в 14 многомандатных округах, которые соответствуют 14 департаментам Сальвадора и могут иметь от 3 до 16 мандатов пропорционально населению департаментов. Распределение мандатов осуществляется по пропорциональной системе с подсчётом по методу Гамильтона.

## Результаты
| Партия                                                                          | Голоса    | %     | Мест |
| ------------------------------------------------------------------------------- | --------- | ----- | ---- |
| Националистический республиканский альянс                                       | 886 365   | 41,72 | 35   |
| Фронт национального освобождения имени Фарабундо Марти                          | 521 257   | 24,54 | 18   |
| Широкий альянс за национальное единство                                         | 243 268   | 11,45 | 10   |
| Национальная коалиционная партия                                                | 230 862   | 10,87 | 8    |
| Христианско-демократическая партия                                              | 65 994    | 3,11  | 2    |
| ARENA-PCN                                                                       | 35 826    | 1,69  | 3    |
| Фронт национального освобождения имени Фарабундо Марти-Демократическая перемена | 24 405    | 1,15  | 3    |
| PCN-PDC                                                                         | 23 455    | 1,10  | 1    |
| Сальвадорское патриотическое братство                                           | 20 026    | 0,94  | 0    |
| Демократическая перемена                                                        | 19 869    | 0,94  | 1    |
| Социал-демократическая партия                                                   | 15 610    | 0,73  | 0    |
| FMLN-PSD-CD                                                                     | 12 437    | 0,59  | 1    |
| FMLN-PSD                                                                        | 10 609    | 0,50  | 1    |
| Беспартийные                                                                    | 14 546    | 0,68  | 1    |
| Недействительных/пустых бюллетеней                                              | 194 225   | -     | -    |
| Всего                                                                           | 2 318 754 | 100   | 84   |
| Действительных бюллетеней/ Явка                                                 | 5 186 042 | 41,91 |      |
| Источник: TSE, El Salvador Архивная копия от 15 августа 2018 на Wayback Machine |           |       |      |